# Alice Bron
Pour les articles homonymes, voir Bron (homonymie).
Alice Bron (née à Bruxelles le 28 octobre 1850 et morte à Cannes le 26 février 1904) est une philanthrope belge qui défend les femmes et les ouvriers et s'engage dans les œuvres de bienfaisance. Elle est aussi une femme politique qui milite au Parti ouvrier belge, écrit dans le journal Le Peuple et s'efforce de faire évoluer les politiques sociales. Vers la fin de sa vie, elle part en Afrique du Sud et soigne les victimes de la guerre des Boers.

## Biographie

### Jeunesse
Alice Thérèse Théodorine Defré est née à Bruxelles le 28 octobre 1850. Son père, Louis Defré, est un avocat libéral, bourgmestre d'Uccle et proche du fouriériste Victor Considérant. Il prend part aux polémiques anticléricales sous le nom de Joseph Boniface. 

### Engagement social
Elle épouse en 1874 l'ingénieur Arthur Bron, directeur des hauts fourneaux de Monceau-sur-Sambre, fondateur du Cercle de la Libre-pensée de Marchienne.
Confrontée à la vie quotidienne des ouvriers, elle écrit des livres sur leur vie et organise diverses activités de bienfaisance. Elle crée également une mutualité pour les femmes, la deuxième de Belgique, une caisse d'allocation pour les femmes en couches, un hôpital et une école ménagère à Monceau, considérée comme un modèle. Elle finance ses œuvres grâce à la générosité de ses amis et à l'occasion, sollicite la Reine.
Elle estime que la condition ouvrière et celle des femmes sont indissociables : « La femme et le peuple en sont-ils pas des jumeaux procréés par l'injustice et la tyrannie ? Ne sont-ils pas victimes tous deux de lois iniques faites et appliquées par l'homme d'une part et par la bourgeoisie de l'autre ? ».
Le 11 mars 1893, elle devient la présidente du bureau de bienfaisance de Monceau. Cette première nomination d'une femme à l'administration de la Bienfaisance publique soulève quelques polémiques concernant la capacité d'une femme - de surcroît mariée - à occuper une telle fonction, mais elle est validée par le ministre de la justice, Jules Lejeune,. L'année suivante, une autre femme, Eugénie Scoyer est nommée au bureau de bienfaisance d'Auvelais. Au bout d'un an de présidence, elle tire un premier bilan qui relève les conditions de domiciliation excessives et le manque de moyens des communes les plus pauvres. Elle fait des propositions pour d'amélioration parmi lesquelles, la sécurité sociale pour chaque citoyen. Elle demande aussi que les administrateurs des bureaux de bienfaisance soient élus directement par les hommes et les femmes de plus de 21 ans résidant dans la commune. 
Du 18 au 29 mars 1886, devant les inégalités sociales grandissantes, les conditions de travail déplorables, la baisse des salaires et à la misère ouvrière ont lieu une vague d'émeutes et de grèves ouvrières, principalement dans les bassins industriels des provinces de Liège et de Hainaut. Le mouvement est réprimé dans le sang. Après ces événements, Alice Bron rejoint le Parti ouvrier belge. Elle collabore à la rédaction du journal Le Peuple et publie Les gavés et les meurt la faim. Elle publie, sous le pseudonyme de Jean Fusco, un article en faveur des droits des femmes et lançant le slogan « À travail égal, salaire égal ».
Alice Bron fait des propositions pour réformer sans tarder le secteur de la bienfaisance sans attendre une mise en place à plus long terme d'une sécurité sociale pour tous et aussi parce « qu'il restera toujours des cas particuliers ». Le financement serait assuré par un impôt sur les grandes fortunes. Le Parti ne la soutient pas dans ce choix politique. À la suite d'autres désaccords, elle quitte le parti et cesse sa collaboration avec Le Peuple. Elle raconte cet épisode dans Appel aux honnêtes gens, en 1897.
Elle se consacre alors au travail hospitalier et travaille dans un hôpital privé, qu'elle soutient aussi financièrement, lorsque la guerre des Boers éclate.

### Guerre des Boers
Son mari est décédé et Alice Bron part en 1899 en Afrique du Sud avec la Croix-Rouge pour soigner les victimes des deux camps. Elle fait partie de l'ambulance belgo-allemande avec vingt cinq ambulanciers belges dont Louise Laridon, la grand-tante du premier ministre Jean Van Houtte et Maurits Josson, une figure éminente du mouvement flamand. Alice Bron est aussi la correspondante du journal libéral bruxellois Le Petit bleu. Elle est rapidement affectée à l'hôpital Boers de Jacobsdal pour la typhoïde géré par l'ambulance allemande.
Elle tient un journal durant son séjour qui témoigne de son travail humanitaire et des conditions difficiles dans lesquelles elle doit l'exercer.
Elle meurt à Cannes le 26 février 1904. Elle est enterrée au cimetière du Grand Jas, carré civil, en fosse commune. Un avis funéraire publié par les Cahiers féministes, périodique dirigé par Isabelle Gatti de Gamond, la qualifie de « première infirmière laïque belge » et Maria Tillmans rend hommage à la « vaillante propagandiste de la cause des femmes ».

## Publications
- Appel aux honnêtes gens, Bruxelles, Lebègue, 1897, 32 p.
- Boer War Nurse: Diary of a Nurse in South Africa with the Dutch-Belgian Red Cross During the Boer War, Leonaur Limited, 2010, 120 pages
- Diary of a Nurse in South Africa: Being a Narrative of Experiences in the Boer and English Hospital Service,Chapman and Hall, 1901
- Les gavés et les meurt-la-faim, Bruxelles, Lebègue, 1894, 7 p.